# Mörttjärnet, Dalsland
Mörttjärnet är en sjö i Bengtsfors kommun i Dalsland och ingår i Göta älvs huvudavrinningsområde.